# Salar del Huasco
Salar de Huasco est un sanctuaire de la nature du Chili, il est situé dans le Nord-Ouest du Chili, près de la frontière sud-ouest de la Bolivie à environ 4 000 mètres d'altitude. Il est composé d'une grande zone humide et est inscrit sur la liste des sites protégés par la convention de Ramsar. Cette zone humide est alimentée par des aquifères salins souterrains qui abritent une grande biodiversité, des espèces telles que les flamants roses et les vigognes qui viennent boire ses eaux saumâtres.

## Caractéristiques

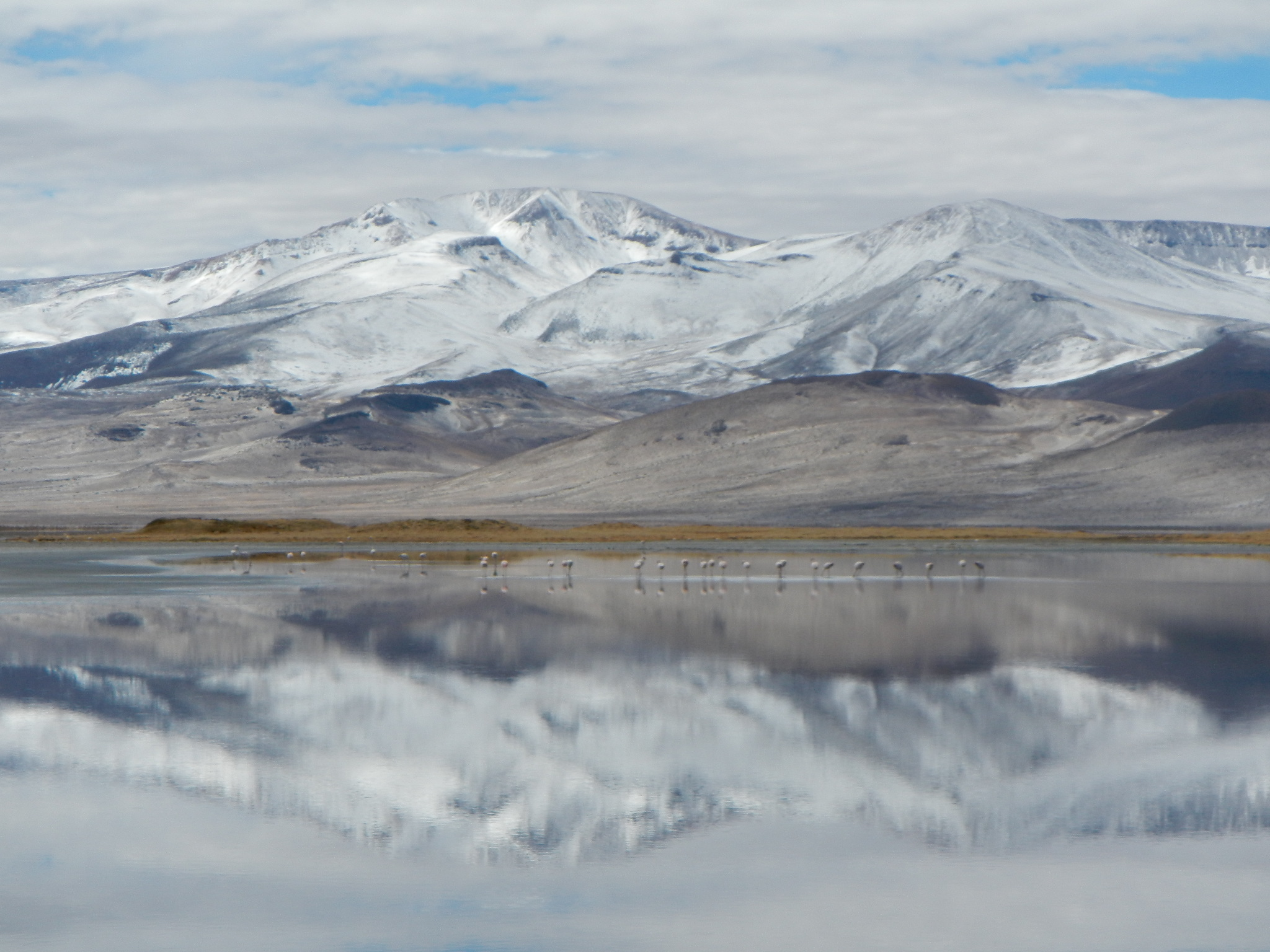
Salar de Huasco.

Situé à quelque 176 km à l'est de la ville d'Iquique, le parc national Salar de Huasco s'étend sur environ 111 000 hectares et se trouve dans la Ire région de Tarapacá, dans la province d'Iquique, sur la commune de Pica. Le  salar se trouve dans la zone la plus basse du bassin, d'une superficie de 1 500 km2 il est entouré de sommets qui peuvent dépasser les 5 000 mètres d'altitude.

### Géographie
Le Salar fait partie d'un bassin fermé qui s'étend, su nord au sud, sur la steppe alto-andine subdésertique, il est formé de grandes mesetas avec des formations montagneuses et de petites lagunes, lesquelles présentent des strates sédimentaires.

### Valeur archéologique
Dans le bassin du Salar se trouvent une grande quantité de sites archéologiques, parmi eux plusieurs implantations archaïques construites sur des terrasses lacustres qui entourent le salar actuel. En ce qui concerne les lieux d'intérêt ethnotouristiques, ceux-ci correspondent à des sites d'importance pour les habitants des alentours du Salar de Huasco et contiennent divers éléments tels que des maisons, des observatoires, des abris, des routes, parmi lesquels se trouve le Cerro Charcollo, site d'un grand intérêt culturel.

### Sanctuaire de la nature
Le Salar de Huasco est classé « sanctuaire de la nature » en mai 2005 « en considération à sa valeur environnementale comme zone humide alto-andine ». Le décret insiste sur ses caractéristiques de : 
1. habitat fondamental d'espèces de flore et de faune ;
2. zone humide la plus préservée et présentant la plus grande biodiversité du Chili, ainsi qu'une importante réserve d'eau dans un environnement désertique ;
3. la présence abondante de sites archéologiques associés au Salar et au système hydrologique du bassin, qui ont permis l'occupation des lieux par l'homme depuis des milliers d'années[4].

## Importance écologique
- Importante zone de nidification, alimentation et résidence temporaire ou permanente d'oiseaux ;
- Richesse de la flore ;
- Formations végétales singulières (Huasco Lípez et Chullumpine) ;
- Haute couverture de la végétation dans les zones humides qui permet l'élevage ;
- Zone de peuplement des flamants roses ;
- Zone d'importance écologique pour les oiseaux migrateurs ;
- Présence d'espèces de poissons de fleuve endémiques.

## Tourisme
L'attrait du parc national Salar de Huasco se trouve dans sa route patrimoniale, elle parcourt le tour du parc sur 79 km de chemins de terre. Le long de cette route se trouvent 34 stations qui marquent des lieux d'intérêt naturels ou culturels. Cette route offre la possibilité de gravir les montagnes environnantes et de traverser les zones humides, qui sont situées près Collagua, et qui se forment à la confluence des ríos Collagua et Pica. Il est également possible pour les visiteurs de pratiquer des activités scientifiques, récréatives et sportives telles que la photographie et la contemplation du paysage, l'observation de la faune et de la flore, le trekking, l'andinisme, le cyclisme de montagne et l'écotourisme.

## Transformation en parc national
En 2010, le sanctuaire de la nature Salar del Huasco est transformé en Parc national Salar del Huasco, cette mesure qui trouvait son origine dans une demande de l'Association des Indiens Aymaras Salar de Huasco contrevenait à la Convention no 169 de l'OIT, n'ayant pas prévu la consultation des peuples autochtones. Par la suite, en 2014, la contrôleuse générale de la république du Chili ordonne de régulariser la mesure et plus tard, le gouvernement choisit d'abroger le décret de création. En décembre 2014, le gouvernement du Chili publie le décret suprême no 7 du ministère de Biens nationaux révoquant la création du parc national Salar del Huasco en date du 2 février 2010, dans la région de Tarapacá.